# Stazione di Scalo Industriale
La stazione di Scalo Industriale era una stazione ferroviaria posta sulla ferrovia Pisa-Tirrenia-Livorno in corrispondenza delle località La Vettola e San Giovanni al Gatano della città di Pisa. Era la prima stazione che si incontrava lasciando la città andando in direzione Livorno, il nome era da ricollegarsi alla Darsena Pisana con la quale era previsto un collegamento per il trasporto merci, mai realizzato.

## Storia
L'impianto venne inaugurato il 21 settembre 1932 col tratto di linea da Pisa Sant'Antonio a Marina di Pisa sotto la gestione della PCC (Società Italiana per le Ferrovie Economiche e Tramvie a Vapore della Provincia di Pisa). Durante la seconda guerra mondiale la stazione e la linea stessa vennero gravemente danneggiate dai bombardamenti, l'impianto riportò seri danni al piazzale e ai deviatoi; il tratto di linea da Pisa venne ripristinato con un considerevole ritardo il l'11 luglio 1946.
Venne soppressa il 15 settembre 1960 insieme alla linea stessa, non più considerata conveniente dal ministero dei trasporti.

## Strutture e impianti
La stazione era posta alla progressiva chilometrica 2+326 da Pisa Sant'Antonio, era costituita da un fabbricato viaggiatori – con caratteristiche di una casa cantoniera, riconvertito in abitazione privata – e da due banchine per il servizio viaggiatori. Il piazzale si componeva di tre binari, due di circolazione (uno di corsa e il secondo di tracciato deviato per l'effettuazione di incroci) e un tronchino.
È presente anche un edificio di dimensioni maggiori lato Pisa, dedicato all'unica sottostazione elettrica della linea. Questo si compone di un corpo centrale a due piani e due corpi laterali annessi a quello principale con ampie terrazze, si trova in stato fatiscente.

## Movimento
La stazione svolgeva servizio viaggiatori solamente su richiesta, ad eccezione di due treni operai giornalieri, mentre effettuava normalmente operazioni riguardanti la gestione della circolazione, come gli incroci.